# Julodis aeneipes
Julodis aeneipes es una especie de escarabajo del género Julodis, familia Buprestidae. Fue descrita científicamente por Saunders en 1869.